# EN-180
A Estrada Nacional nº 180, mais conhecida pelo seu prefixo EN-180, é uma rodovia do tipo longitudinal angolana, que atravessa o país de norte a sul. Segundo as disposições do plano nacional rodoviário, liga o posto de fronteira do Marché (município de Chitato), na província de Lunda Norte, à cidade de Mucusso, dentro dos limites da Área de Conservação Transfronteiriça Cubango-Zambeze, na província do Cuando.
Com cerca de 1215 km de extensão, é o principal eixo entre o norte e o sul da faixa leste do país, além de ser uma ligação importante com riquíssimas áreas minerais angolanas.
Não é pavimentada em toda a sua extensão. Grande parte do seu percurso ainda encontra-se com problemas herdados da Guerra Civil Angolana e da Guerra de Independência de Angola, como pavimentação asfáltica precária, pontes deterioradas e falta de sinalização.

## Traçado
Todo o seu trajeto se dá num sentido norte-sul; saindo do posto de fronteira do Marché, na área municipal de Chitato, indo até a Central Hidroelétrica de Luachimo, entrando em seguida na área urbana da cidade de Dundo-Chitato. Depois do Dundo-Chitato, a rodovia chega nas localidades de de Samacaca, Caita e Sombuege, chegando à cidade de Camissombo. Ao deixar o Camissombo, a EN-180 chega até o entroncamento com a rodovia EC-348, que dá acesso à Lucapa, chegando em seguida à Muatechigimo e Caxiaxia, quando logo depois adentra em território do Lunda Sul.
No Lunda Sul a rodovia segue até Saurimo, quando cruza com a EN-230. Após Saurimo, a rodovia chega nas localidades de Camundambala, Saquembe, Caiaza, Sachula, Muxie e Luachimo, alcançando Dala, quando cruza com a EN-240. O trecho entre Dala e a localidade de Biula é de traçado coincidente entre a EN-180 e a EN-240, quando segue por um trecho curto até alcançar a província de Moxico.
No Moxico, alcança Sassanga e a cidade de Camanongue, segundo para Bunga, Samucanda e Santa Luzia, até chegar na cidade de Luena. Em Luena cruza com a EN-250/TAH 9, seguindo depois para Fumbelo, Luatamba, Luzendo e Sachizava, chegando até Lucusse. Em Lucusse, a rodovia segue em trecho coincidente com a EN-260 até Luzi, quando segue para Luvuei, Lutai, Lutembo, Cacongo, Lumbala, Macai, Ninda, Bambo, Chiume, Chitango, Chamutari e Somil, quando chega à fronteira com o Cuando.
Entre Somil e o território municipal de Dima (Cuando) a rodovia praticamente descontinua. Já na localidade de Mavinga, a estrada intercepta a EN-280. Após o cruzamento, segue para Luengue e Rivungo, chegando à cidade de Mucusso. Pela disposição do plano nacional rodoviário, a rodovia seguiria até Luiana, mas o trecho não está concluído. Em Mucusso, se atravessado o rio Cubango, chega-se na cidade de Thipanana, na Namíbia, onde se ligaria com rodovia B8, parte da rede rodoviária daquele país.